# Fibre di Rosenthal

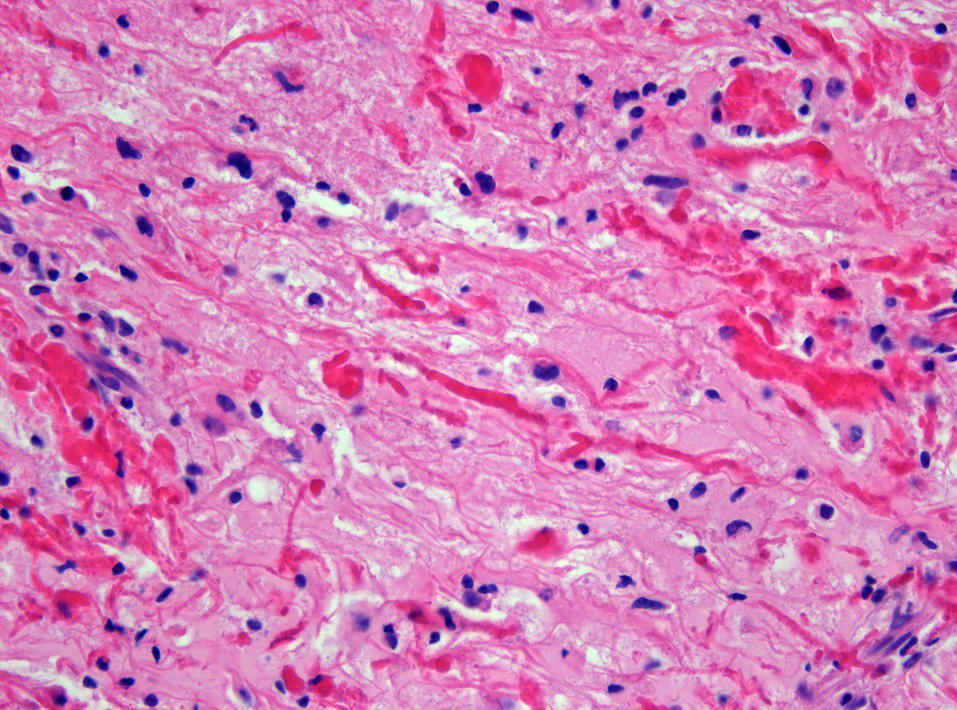
Fibre di Rosenthal. Ingrandimento 400x

Le fibre di Rosenthal sono fasci di proteine anormali che si possono riscontrare nei campioni di tessuto cerebrale in presenza di alcune malattie che interessano il cervello. La proteina che compone suddette fibre è prodotta da cellule dette astrociti.

## Sindromi associate
Le fibre di Rosenthal si possono sviluppare a seguito delle seguenti malattie:
- Astrocitoma pilocitico[1], una neoplasia gliale
- Malattia di Alexander, un raro tipo di leucodistrofia
- Fucosidosi

## Composizione
Le fibre, prodotte dagli astrociti, sono da annoverare tra le proteine a filamento intermedio e sono composte prevalentemente di proteine fibrillari acide gliali (GFAP).

## Anatomia patologica
Il campione di materia bianca cerebrale mostra strutture allungate e vermiformi nel parenchima cellulare. Le fibre possono essere evidenziate attraverso una colorazione con eosina ed ematossilina, oppure con il Fluoro-Jade, un colorante derivato dalla Fluoresceina sodica.